# Jan Miel
Jan Miel, né vers 1599 à Beveren et mort en 1663 à Turin, est un peintre flamand, actif en Italie.

## Biographie
Jan Miel est né dans le château de Vlaerdingen près d'Anvers en 1599.
Actif en Italie sans doute à partir de 1620, il est en relation vers 1636 avec Claude Lorrain et entre en 1640 dans l'atelier d'Andrea Sacchi. Il fait partie du groupe des Bamboccianti. À partir de 1648, il travaille à Turin, pour Charles-Emmanuel II de Savoie, qui le nomme peintre à sa cour.

## Œuvres

### Chronologie
- 1642 : Le repos des champs, au Musée des beaux-arts, à Béziers.
- 1647-1649 : Paysans italiens devant une taverne, dans la Royal Collection.
- 1650 environ : 
  - Charlatan, au Musée de l'Ermitage, à Saint-Pétersbourg.
  - Scène de genre, au Musée de l'Ermitage, à Saint-Pétersbourg.
- 1650-1655 : Port, au Musée de l'Ermitage, à Saint-Pétersbourg.
- 1650-1655 : Le Martyre de saint Laurent,  huile sur cuivre, 27 x 38 cm, musée des Beaux-Arts d’Orléans[2].
- 1656 environ : Port de mer avec des personnages, dans la Royal Collection.

### Lieux de conservation
aux États-Unis :
- Trois acteurs, au Metropolitan Museum of Art, à New York.
- Paysage avec un combat de béliers, au Metropolitan Museum of Art, à New York.

en France :
- Musée Ingres, à Montauban : Un savetier[3].
- Musée Fesch, à Ajaccio : Paysan sur un âne ; Jeune homme agrafant sa botte.
- Musée des beaux-arts de Cambrai : Enée et Didon à la chasse, huile sur toile, 161 × 220 cm[4].

aux Pays-Bas :
- L'âne mort, au Rijksmuseum Twenthe (en), à Enschede.

en Russie :
- Chasseurs au repos, au Musée de l'Ermitage, à Saint-Pétersbourg.
- Chasseurs au repos près d'une fontaine, au Musée de l'Ermitage, à Saint-Pétersbourg.
- Route dans la campagne romaine, au Musée de l'Ermitage, à Saint-Pétersbourg.
- Scène de genre avec des vagabonds, au Musée de l'Ermitage, à Saint-Pétersbourg.

Collections privées :
- La Chasse à l'oiseau, collection privée[5].